# جمال ده
جمال ده، روستایی از توابع بخش احمدآباد شهرستان مشهد در استان خراسان رضوی ایران است. مردم این روستا، اهل سنت هستند.

## جمعیت
این روستا در دهستان پیوه ژن قرار دارد و براساس سرشماری مرکز آمار ایران در سال ۱۳۸۵، جمعیت آن ۳۰۱ نفر (۷۴خانوار) بوده‌است.